# Зато, гласај!
Зато, гласај! је српска политичка ток-шоу телевизијска емисија која је емитована од 10. до 31. марта 2022. на Новој С. Водитељ емисије је Данило Машојевић.
Организација Црта позвала је грађане да у што већем броју изађу на биралишта 3. априла и тиме најавила почетак кампање за повећање излазности на општим изборима 2022. уз поруку „Зато, гласај!”. Организација наводи: „Постоји само један сигуран начин да својим гласом не утичете ни на шта. А то је — да не гласате”.
Прва епизода емисије емитована је 10. марта 2022. у 19 сати, након емисије Међу нама. Реприза је била наредног дана после емисије Ментално разгибавање. Емитовала се понедељком, средом и петком у истом термину, од 19 сати, а током седмице пред изборе сваке вечери од понедељка до четвртка.

## Епизоде
| #   | Гост(и)                      | Емитовање      | Реф.   |
| --- | ---------------------------- | -------------- | ------ |
| 1.  | Галеб Никачевић              | 10. март 2022. | [ 3 ]  |
| 2.  | Наташа Миљковић              | 14. март 2022. | [ 4 ]  |
| 3.  | Јелена Ступљанин             | 16. март 2022. | [ 5 ]  |
| 4.  | Недим Незировић              | 18. март 2022. | [ 6 ]  |
| 5.  | Рада Ђурић                   | 21. март 2022. | [ 7 ]  |
| 6.  | Војислав Жанетић             | 23. март 2022. | [ 8 ]  |
| 7.  | Миа Бјелогрлић               | 25. март 2022. | [ 9 ]  |
| 8.  | Виктор Марковић Марко Дражић | 28. март 2022. | [ 10 ] |
| 9.  | Стефан Бундало               | 29. март 2022. | [ 11 ] |
| 10. | Горица Поповић               | 30. март 2022. | [ 12 ] |
| 11. |                              | 31. март 2022. |        |